# 弗里德里希·艾伯特運動場 (希爾德斯海姆)

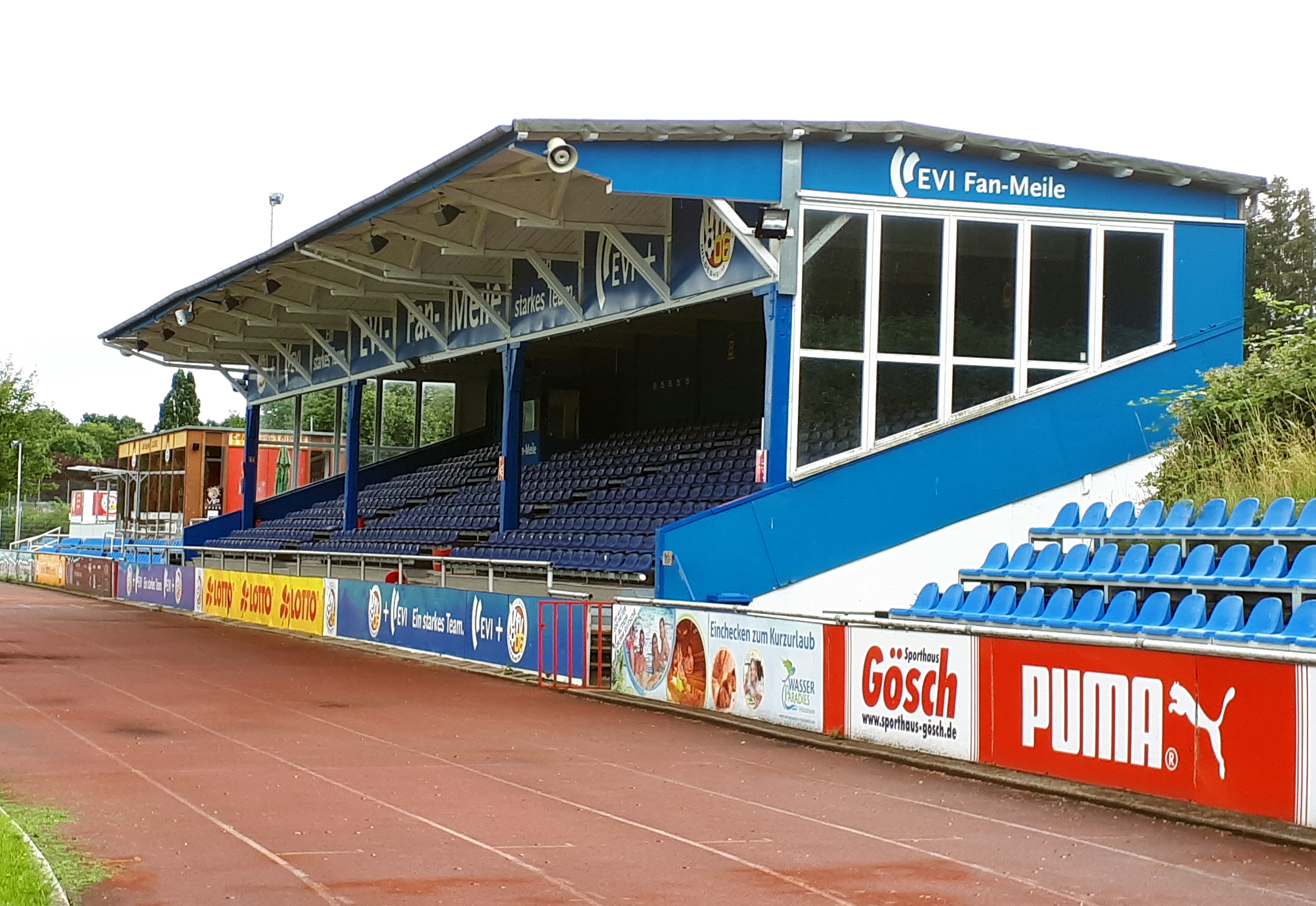
弗里德里希·艾伯特運動場的看台

弗里德里希·艾伯特運動場（德語：Friedrich-Ebert-Stadion），是一座位於位於德國下萨克森希尔德斯海姆的多用途運動場，設有足球場及田徑設施。運動場現為當地足球會希尔德斯海姆的主場。